# Tatra T5C5
Tatra T5C5 je tramvaj kojega je proizvela ČKD Tatra.

## Konstrukcija
Tramvaj T5C5 je razvijen za Budimpeštu. U tramvajskoj mreži nema puno okretišta pa su potrebni dvosmjerni tramvaji. U 1970. godinama većina proizvođača je proizvodila jednosmjerne tramvaje, a Budimpešta treba obnoviti vozni park. To je riješeno tramvajima T5C5. To je jednosmjerni četveroosovinski tramvaj s vratima na obje strane, a kad su krajevi tramvaja spojeni međusobno, mogu biti dvosmjerni.

## Prototip
1978. godine su izrađena dva prototipa tramvaja T5C5 te su isprobavani u Pragu. Tramvaji su imali garažne brojeve 8011 i 8012. Nakon proba oba tramvaja su poslana u Budimpeštu gdje voze s garažnim brojem 4000 i 4001. Oba tramvaja su 1979. godine voze kao škola za vozače. 1980. godine tramvaji voze u redovnom prometu.

## Modernizacije
Tramvaji T5C5 se moderniziraju. Postoji tri tipova modernizacija:
- Tatra T5C5K (IGBT tranzistor i uređeni interijer)
- Tatra T5C5K2 (manje modifikacije)
- Tatra T5C5K2M (izmijenjen interijer, nova vrata po uzoru starih, povećana udobnost)

## Prodavanje
Od 1978. do 1984. godine je bilo proizvedeno 322 tramvaja.
| Država   | Grad       | Tip   | Godine izrade | Kupljeno tramvaja | Garažni brojevi         |
| -------- | ---------- | ----- | ------------- | ----------------- | ----------------------- |
| Mađarska | Budimpešta | T5C5H | 1978-1984     | 322               | 4000 – 4171 4200 – 4349 |